# Козиревськ
Козиревськ (рос. Козыревск) — селище (з 1958 до 2004 — селище міського типу) в Усть-Камчатському районі Камчатського краю Російської Федерації.
Населення становить 1241 (2010) особу. Входить до складу муніципального утворення Козиревське сільське поселення.

## Історія
До 1 червня 2007 року у складі Камчатської області, відтак у складі Камчатського краю. Згідно із законом від 2 грудня 2004 року органом місцевого самоврядування є Козиревське сільське поселення.

## Населення
| 1876  | 1888  | 1891  | 1926 | 1959  | 1970  | 1979  |
| ----- | ----- | ----- | ---- | ----- | ----- | ----- |
| 78    | ↘67   | ↘64   | ↗141 | ↗4230 | ↘2822 | ↘2309 |
| 1989  | 2002  | 2010  |      |       |       |       |
| ↘2295 | ↘1531 | ↘1241 |      |       |       |       |